# Topničko-raketna bojna GOMBR
Topničko-raketna bojna GOMBR postrojba je u sastavu Gardijske oklopno-mehanizirane brigade. 
Bojna je sljednica Topničko-raketne bojne iz 3. GOMBR, a težišno je nastala iz 16. topničko-raketne brigade, 15. protuoklopne topničko-raketne brigade, 2. GBR, 3. GOMBR te još nekih drugih postrojbi. Časnički i dočasnički kadar većinom je iz sastava nekadašnje 15. i 16. brigade, a veliki broj časnika sudionici su Domovinskog rata od 1991. godine.

Za kvalitetno uvježbavanje služi im vježbalište "Lepirac" u neposrednoj blizini vojarne koje je dovoljno veliko i prilagodljive konfiguracije za obuku svih specijalnosti - izvidnika, topografa, računatelja, poslužitelja na topničkim oružjima te logističke specijalnosti.
Opremljena je SVLR BM-21 "GRAD" kalibra 122 mm. U sastavu bojne nalazi se i Bitnica samovoznih haubica 2S1 Gvozdika 122 mm.